# 中国人民解放軍総参謀部
中国人民解放軍総参謀部は、中央軍事委員会の執行機関である四総部の内の一つであった。中国人民解放軍だけでなく武警、民兵といった準軍事組織も含めた「中国の全軍事力」に対し、軍事行動の指揮及び軍事力の建設において強制力のある指導を行う権限があった。
中国人民解放軍司令部条例の第8条に、総参謀部は、中央軍事委員会の軍事工作機関であり、全武装力の軍事工作領導機関であり、軍（人民解放軍）の総司令部として規定されていた。
基本任務として、中央軍事委員会が「軍事戦略」「作戦方針」を決定するのに必要となるインテリジェンスを提供し、その決定に基づき作戦計画を立て、作戦指揮を実施することになっていた。軍事訓練、兵力の動員などの武力建設も任務としていた。その他に外国との軍事外交も任務としていた。
列国の軍令機関と異なり、行政府である国務院の国防部（国防省）には隷属せず、中央軍事委員会という共産党の組織の指導下にあった。
2016年1月11日、総参謀部は中央軍事委員会聯合参謀部に改組された。その際、総参謀部の下にあった軍訓部と動員部は独立して、中央軍事委員会訓練管理部と中央軍事委員会国防動員部になった。

## 機構
総参謀長
副総参謀長×4人（現任5人）
総参謀長助理×2人（現任1人） 
- 弁公庁 - 秘書、文書作成・管理部門
  - 政治部
  - 秘書局
  - 档案局
  - 機要局
  - 軍事工作研究室
  - 保密室
  - 警衛局
- 外事弁公室 - 軍事外交担当
- 作戦部（第一部） - 戦略級作戦部門
  - 政治部
  - 総合局
  - 連合作戦指揮局（中央軍委連合作戦指揮センター）
  - 応急局
  - 辺防局（国家辺海防委員会弁公室）
  - 人防局（国家国防動員委員会人民防空弁公室）
  - 戦役訓練局
  - 戦備建設局
  - 企業管理局
  - 空軍局
  - 海軍局
  - 特殊作戦局
  - 空中航空管制局（国家空中交通管制委員会弁公室）
  - 測量地図航法局
  - 気象水文局
- 情報部（第二部） - 戦略級OSINT、HUMINT、IMINT部門
  - 政治部
  - 総合局
  - 資料局
  - 档案局
  - 計算機所
  - 情報局
  - 戦術偵察局
  - 武官局
  - 解放軍国際関係学院 - 要員教育機関
  - 中国国際戦略研究学会 - シンクタンク
  - 維和局（国防部維和事務弁公室）- PKO担当
  - 情報収集分析局（その一、旧ソ連構成国および中央アジアを対象）
  - 情報収集分析局（その二、北米を対象）
  - 情報収集分析局（その三、アジア太平洋地域を対象）
  - 技術部（画像偵察衛星運用部門）
    - 北京リモートセンシング情報研究所
    - 広州局
    - 天津局
    - 北京局
    - 上海局
- 技術部（第三部） - 戦略級SIGINTおよびサイバー空間を利用した情報窃取活動部門
  - 指揮部
  - 政治部
  - 後勤部
  - 総合局
  - 科学技術情報局
  - 科学技術装備局
    - 第56研究所（スパコンを使った暗号解読の研究開発）
    - 第57研究所（通信傍受・情報処理システムの研究開発）
    - 第58研究所（暗号技術および情報保全技術の研究開発）

  - 第一局（61786部隊） - 暗号解読、暗号化作業、その他の情報セキュリティー上の任務
  - 第二局（61398部隊） - アメリカ合衆国およびカナダを対象、いわゆる中国サイバー軍とされる
    - 指揮部
    - 政治部
    - 後勤部
    - 第一処（61398部隊） - 上海市浦東新区
    - 第二処（61398部隊） - 上海市宝山区
    - 第三処（61800部隊） - 上海市宝山区
    - 第四処（61800部隊） - 上海市宝山区
    - 第五処（61398部隊） - 上海市浦東新区
    - 第六処（61158部隊） - 上海市宝山区
    - 第七処（61398部隊） - 上海市浦東新区
    - 第八処（61398部隊） - 上海市浦東新区
    - 工作站（61161部隊） - 上海市崇明県東灘
    - 工作站?（61689部隊） - 黒竜江省綏化市
    - 工作站（61357部隊） - 四川省徳陽市
    - 工作站（61010部隊） - 雲南省昆明市
    - 工作站（61196部隊） - 広州市花都区
    - 工作站?（61789部隊） - 上海市静安区
    - 工作站（61522部隊） - 海南省三亜市
    - 工作站?（61196部隊） - 江蘇省南通市
    - 移動グループ（61800部隊） - 上海市宝山区
    - 解放軍外国語学院分校（61142部隊） - 江蘇省崑山市

  - 第三局（61785部隊） - 周辺国の国境管理組織の動向把握のための電波通信情報の収集
  - 第四局（61419部隊） - 日本および朝鮮半島を対象
  - 第五局（61565部隊）- ロシア、モンゴルを対象
  - 第六局（61726部隊） - 台湾、東南アジア、南アジアを対象
  - 第七局（61580部隊） - 物理層を除くC4Iシステムの攻撃と防御を担当か?
  - 第八局（61046部隊） - 東西欧州およびその他の海外地域を対象
  - 第九局 - 戦略情報分析・データベース管理
  - 第十局（61886部隊）- ロシア、中央アジアを対象
  - 第十一局（61672部隊） - ロシアを対象
  - 第十二局（61486部隊） - 通信衛星の通信傍受、ELINT衛星の運用
  - 北京北計算機センター
  - 解放軍信息工程大学 - 要員教育機関
- 電子対抗レーダー部（第四部） - 戦略級のELINTを除く電子攻撃と防御、電磁波を使ったC4Iシステム物理層の攻撃と防御を行う部門
  - 政治部
  - 電子対抗局
  - レーダー局
  - 科学技術装備局
  - 解放軍電子工程学院
  - ECM旅団（61906部隊）、北京
  - ECM旅団（61251部隊）、秦皇島
  - 2個対通信衛星・GPS衛星電波妨害連隊（海南島61764部隊など）
  - 第54研究所
- 情報化部 - 戦略級のC4Iシステムインフラ整備を担当
  - 政治部
  - 総合局
  - 科学技術装備局
  - 軍務局
  - 軍事代表局
  - 工廠管理局
  - 指揮自動化局
  - 移動ネットワーク通信局
  - 訓練局
  - 第1通信総站（61623部隊）
  - 第2通信総站（61068部隊）
  - 第61研究所（北京通信研究所）
- 戦略規画部
- 陸軍航空兵部
  - 政治部
  - 総合局
  - 装備局
  - 作戦訓練局
  - 軍事代表局
  - 陸軍航空局
  - 応急保障基地
  - 陸軍航空学院
- 軍訓部 
  - 政治部
  - 訓練局
  - 訓練保障局
  - 合同戦術訓練局
  - 教育行政局
  - 体育訓練局
  - 院校局
  - 装甲兵局
  - 砲兵防空兵局
  - 工程兵局
  - 防化兵局
- 動員部（国家国防動員委員会総合弁公室、国家人民武装動員弁公室）
  - 政治部
  - 総合局
  - 装備局
  - 予備役局
  - 民兵局
  - 軍事代表局
  - 招集動員局
- 軍務部
  - 政治部
  - 総合局
  - 装備局
  - 組織計画局
  - 士官局
  - 兵員局
  - 隊務局
- 管理保障部 
  - 政治部
  - 総合局
  - 衛生局
  - 基建営房局
  - 財務供応局
  - 老幹局
  - 軍務訓練局
- 政治部

## 歴代総参謀長
| 代 | 氏名   | 階級 | 職名             | 在任期間                        | 出身校                | 前職                      |
| -- | ------ | ---- | ---------------- | ------------------------------- | --------------------- | ------------------------- |
| 1  | 徐向前 | 元帥 | 総参謀長         | 1949.10 - 1954.10               | 黄埔軍官学校          | 太原前線司令部 司令員     |
| *  | 聶栄臻 | 元帥 | 総参謀長代行     | 1950 - 1954.10                  | ベルギーの大学        | 副総参謀長                |
| 2  | 粟裕   | 大将 | 総参謀長         | 1954.10 - 1958.10               | 湖南省立 第二師範学校 | 副総参謀長                |
| 3  | 黄克誠 | 大将 | 総参謀長         | 1958.10 - 1959.9                |                       | 国防部副部長              |
| 4  | 羅瑞卿 | 大将 | 総参謀長         | 1959.9 - 1965.12                | 中央軍事政治学校      | 国防部副部長              |
| *  | 楊成武 | 上将 | 総参謀長代行     | 1965.12 - 1966.5                |                       | 第一副総参謀長            |
| 5  | 黄永勝 | 上将 | 総参謀長         | 1968.3 - 1971.9                 |                       | 広州軍区司令員            |
| 6  | 鄧小平 |      | 総参謀長（兼務） | 1975.1 - 1976.4 1977.7 - 1980.3 | フランス留学          | 国務院副総理              |
| 7  | 楊得志 | 上将 | 総参謀長         | 1980.3 - 1987.11                |                       | 国防部副部長              |
| 8  | 遅浩田 | 上将 | 総参謀長         | 1987.11 - 1992.11               |                       | 済南軍区 政治委員         |
| 9  | 張万年 | 上将 | 総参謀長         | 1992.11 - 1995.9                |                       | 済南軍区 司令員           |
| 10 | 傅全有 | 上将 | 総参謀長         | 1995.9 - 2002.11                |                       | 総後勤部部長              |
| 11 | 梁光烈 | 上将 | 総参謀長         | 2002.11 - 2007.9                |                       | 南京軍区 司令員           |
| 12 | 陳炳徳 | 上将 | 総参謀長         | 2007.9 - 2012.10                |                       | 総装備部部長              |
| 13 | 房峰輝 | 上将 | 総参謀長         | 2012.10 - 2017.8                |                       | 北京軍区 司令官           |
| 14 | 李作成 | 上将 | 連合参謀部参謀長 | 2017.8 -                        |                       | 中国人民解放軍陸軍 司令官 |

## 主なスパイ
- 李春光 - 現代中国を代表する対日スパイのひとりで、李春光事件で知られる。